# Un raccourci dans le temps (roman)
Pour les articles homonymes, voir Un raccourci dans le temps.
Un raccourci dans le temps (titre original : A Wrinkle in Time) est un roman pour adolescents écrit par l'écrivaine américaine Madeleine L'Engle et publié en 1962. Il s'agit du premier livre du cycle Time Quintet (en). 

## Prix et distinctions
Il est récompensé de la Médaille Newbery 1963.
Il figure en dans la « Runner-Up List » 1964, de l' IBBY.

## Adaptations

### En films
Le livre a inspiré deux adaptations cinématographiques, toutes deux de Disney : un téléfilm de 2003 réalisé par John Kent Harrison et un film de cinéma de 2018 réalisé par Ava DuVernay.

### En bande dessinée
- A Wrinkle in Time, dessins de Hope Larson, Farrar, Straus and Giroux, 2012.